# ميغيل موري
ميغيل موري (بالإسبانية: Miguel Mori)‏ (17 مايو 1943 ببوينس آيرس في الأرجنتين - 13 أبريل 2009 في الأرجنتين) هو لاعب كرة قدم أرجنتيني في مركز الدفاع، شارك في الألعاب الأولمبية الصيفية 1964. ولعب مع أوداكس إيتاليانو وإنديبندينتي ونادي راسينغ ونيولز أولد بويز.

## وصلات خارجية
- ميغيل موري على موقع الاتحاد الأوربي (الإنجليزية)
- ميغيل موري على موقع قاعدة بيانات كرة القدم.إي يو (الإنجليزية)
- ميغيل موري على موقع أوليمبيديا (الإنجليزية)